# Landkreis Landsberg am Lech
Landkreis Landsberg am Lech (eller : Landkreis Landsberg a.Lech) er en landkreis i regierungsbezirk Oberbayern i  den tyske delstat Bayern. Nabokreise er mod nord Landkreis Aichach-Friedberg i Regierungsbezirk Schwaben, i nordøst Landkreis Fürstenfeldbruck, mod øst Landkreis Starnberg, mod syd Landkreis Weilheim-Schongau og mod vest  de schwäbiske landkreise Ostallgäu og Augsburg.

## Geografi
Landkreisen  ligger i den vestlige del af  Oberbayern ved grænsen til Schwaben og omfatter 31 kommuner, med et samlet areal på 804 km². Området er præget af floden Lech med sine talrige opstemninger, Ammersee, de sydlige landkommuner, der når ned til Alpenvorland, og den ved  Romantische Straße liggende administrationsby Landsberg am Lech. Det lavest punkt i kreisen ligger i 525 meters højde ved Unterbergen, og det højeste med 805 moh. ligger i  Stellerwald ved Schwabsoien.

## Byer og kommuner
Kreisen havde 120071  indbyggere pr.  2018-12-31

| By 1. Landsberg am Lech, administrationsby ,(29132) Købstæder (markt) 1. Dießen am Ammersee (10599) 2. Kaufering (10355) Kommuner 1. Apfeldorf (1139) 2. Denklingen (2786) 3. Eching am Ammersee (1729) 4. Egling an der Paar (2312) 5. Eresing (1911) 6. Finning (1926) 7. Fuchstal (3874) 8. Geltendorf (5577) 9. Greifenberg (2253) 10. Hofstetten (1895) 11. Hurlach (1875) 12. Igling (2522) 13. Kinsau (1044) 14. Obermeitingen (1759) 15. Penzing (3633) 16. Prittriching (2496) 17. Pürgen (3548) 18. Reichling (1700) 19. Rott (1618) 20. Scheuring (1971) 21. Schondorf am Ammersee (3969) 22. Schwifting (1035) 23. Thaining (1047) 24. Unterdießen (1487) 25. Utting am Ammersee (4536) 26. Vilgertshofen (2676) 27. Weil (3833) 28. Windach (3834) Verwaltungsgemeinschafte 1. Fuchstal (Gemeinden Fuchstal und Unterdießen) 2. Igling (Gemeinden Hurlach, Igling und Obermeitingen) 3. Prittriching (Gemeinden Prittriching und Scheuring) 4. Pürgen (Gemeinden Pürgen, Hofstetten und Schwifting) 5. Reichling (Gemeinden Apfeldorf, Kinsau, Reichling, Rott, Thaining und Vilgertshofen) 6. Schondorf am Ammersee (Gemeinden Eching am Ammersee, Greifenberg und Schondorf am Ammersee) 7. Windach (Gemeinden Eresing, Finning und Windach) Kommunefri område 1. Ammersee (47,42 km²) |